# 真空装置
真空装置（しんくうそうち）は、真空状態の持つ特性を利用した装置、機器である。

## 概要
真空装置はその目的を踏まえて基本仕様である真空システムを設計しなければならない。真空システムとは以下の構成要素に成り立っている。
1. 到達圧力
2. 真空の質
  - 真空環境の継続時間
    - 下記の放出ガスや接続部からのリークガスの継続排気
    - 到達圧力の安定度（上記の不安定要素への真空度低下の対策、真空度上昇（過真空）の防止）で、真空対象の物質の相転移しない様に安定維持する。

  - 温度環境
    - 高温状態　例：核融合炉、活性金属の溶解、人工衛星の太陽光が当たる場合
    - 低温状態　例：人工衛星が太陽光の日陰の場合、高層大気の水分子などの気体分子の挙動の研究（雨雲レーダーや気象衛星ひまわりの精度向上や通信衛星の通信強度、減衰の研究など）
3. 真空部品の材質（放出ガス）　真空対象の物資と真空部品から、それぞれの放出ガスが発生しガス同士の反応や、真空対象の活性金属や物質と反応し製品の歩留まりや研究精度が悪くなる。そのため、真空対象の材質で真空部品の材料を選定する。
4. 真空チャンバーの体積
5. 真空ポンプの減圧速度　常圧状態から直ぐに減圧するのではなく、真空チャンバーや真空部品を予熱（ベーキング）し、真空部品などから放出ガスを放出させてから排気・減圧する。また、減圧中に真空対象の物質が予定外の相転移、急沸騰、急膨張をしないように、物質や真空チャンバーの温度調整を行う。そのため、真空対象より大型である真空チャンバーの温度調整速度で減圧速度が左右される。高価で高性能、高速な真空ポンプを選んでも、温度調整中は待機、停止するのでコスパが悪くなるので、複合的な視点から真空ポンプを選定する。

真空システムとして以上の5つが決まればそれに沿って真空装置を設計する。真空装置は大まかに言うと以下2つの要素を持つ。
真空チャンバー真空にする空間である。真空装置はこの内部で真空になることによる様々な現象を利用し処理を行う装置である。処理により構成材料や形状、内部の構造などを決めていく。
排気系真空ポンプである。真空容器、放出ガス、真空の質などから適切な真空ポンプを選択する必要がある。

## 真空装置の構成
真空装置の種類はその目的により多岐にわたるが、基本的に4つの要素により構成される。あらかじめ設計された真空システムにのっとりこれらの要素の構成が決められる。これらの要素は様々な種類があるが、真空システムにより必要に応じて選択される。
- 真空チャンバー - 真空用材料により構成され真空容器に何か作用を導入する場合には真空フィードスルーを使用する。
- 真空ポンプ - 真空ポンプは到達圧力、真空容器の大きさ、排気する気体、真空の質などにより決定される。
- 真空バルブ - 真空バルブは真空容器に対する外気や異なる圧力空間を隔離するバルブとガスの流量を可変させるコンダクタンスバルブとに大別される。
- 真空計 - 真空計は真空容器の圧力を測定する全圧真空系と真空容器の気体の成分を測定する分圧真空計がある。

## 真空装置の種類
真空を利用した装置は多岐にわたる。

### 真空冶金装置
真空冶金装置とは冶金を真空中で行うことである。真空中で冶金を行うことには以下のメリットがある。
- 純度の向上：真空中で溶解などを行うと金属中のガス成分を外へと排出する脱ガス効果が得られる。脱ガスによって望ましくない元素、スラグ、金属間化合物（酸化物、水素化物、窒化物など）、非金属混入物などが減少するため、結果として金属の純度が向上する。
- 合金における添加元素の精密なコントロール：特殊合金製造工程では、真空中であれば大気成分や他の不純物などがほとんど無いため添加元素を厳密にコントロールできる。
- 鋳肌の向上：真空中で金属を溶解させると脱ガスが効果的に行われるため鋳肌が向上し、品質が向上する。
- 活性金属の溶解：チタン、ジルコニウム、タンタル、ウランなどの非常に活性な金属は従来の方法では溶解ならびに鋳造が不可能だが、真空中ではそれが可能になる。

- 真空溶解装置
- 真空鍛造装置
- 真空熱処理装置
- 真空接合装置

### 真空化学装置
真空化学装置とは、化学反応および前後の操作を真空中で行う装置を示す。主な化学反応としては反応、分離、混合、冷却等があり、その化学反応のほとんどは、気体、液体、固体間の相変化を伴う。従って一般的にはエネルギー消費の多いプロセスである。
- 真空反応装置
- 真空蒸留装置
- 真空乾燥装置
- 真空凍結乾燥装置
- 真空冷却装置
- 真空蒸発・濃縮・晶析装置
- 真空含浸装置
- 真空注入装置
- 真空脱泡装置
- 真空発泡装置
- 真空乳化装置

### 真空薄膜形成・加工装置
真空薄膜形成・加工装置は真空中での性質や反応を利用した薄膜の形成およびその薄膜の加工を行う装置である。光学レンズやガラスへの薄膜からシリコンウェハーへの薄膜形成・加工、他MEMSや太陽電池の形成、FPDの製造など現在最も多く使用される真空装置である。
- 真空蒸着装置
- スパッタリング装置
- ドライエッチング装置
- アッシング装置
- CVD装置
- イオン注入装置

### 分析・試験装置

#### 表面分析装置
表面分析装置で電子やその他の粒子（X線など）を利用した分析装置では大気分子による影響を排除するため真空中で行う物が多い。また、被測定物の表面の不純物や汚染物の除去のためにも真空にすることで排除することができるようになる。
- 電子検出形表面分析装置 - SEM,TEM,LEED,EELS,AES,XPS
- イオン検出形表面分析装置 - GDMS,RBS,SIMS
- X線検出形表面分析装置 - EPMA,XRD,PIXF,XRF,EXAFS
- 光検出形表面分析装置 - CL,PL
- 真空形走査プローブ顕微鏡 - STM,AFM

#### 試験装置
試験をおこなう装置でも真空中で行うものである。主に真空にすることで高温での試験や酸化を防ぐことができる。
- ヘリウムリークディテクタ
- 真空疲労試験機
- 真空曲げ試験機
- 真空引張り、圧縮試験機